# J.M. Coetzee
John Maxwell Coetzee (n. 9 februarie 1940, Cape Town, Uniunea Africii de Sud) este un romancier sud-african, laureat al Premiului Nobel pentru Literatură în 2003.

## Biografie
Coetzee s-a născut în 1940 la Cape Town, Africa de Sud, într-o familie bilingvă (unde se vorbeau în același timp engleza și germana); a crescut folosind engleza ca limbă maternă. La începutul anilor '60 s-a mutat în Anglia, unde a lucrat patru ani ca programator, apoi a studiat literatura în SUA. A predat literatura și engleza la Universitatea statului New York din Buffalo, până în 1983. În 1984 a devenit profesor de literatură engleză la Universitatea din Cape Town, publicând, în același timp, în presa americană și britanică articole în care condamna regimul de apartheid din țara sa.
În 2002 s-a mutat în Australia, unde predă la Universitatea din Adelaide. El și-a început cariera de romancier în 1974 cu un volum care conținea doua nuvele Dusklands (Tărâmuri de amurg), obținând renume internațional, în 1980, cu romanul Waiting for the Barbarians(Așteptându-i pe barbari). În 1983 a primit cea mai prestigioasă distincție literară britanică, Premiul Booker, pentru romanul Life and Times of Michael K(Michael K., viața și vremea sa). Opera sa este puternic marcată de evoluția apartheidului în țara sa, care, departe de a fi un fenomen local, își dezvăluie caracterul universal grație scrisului său. În 1999 a primit Premiul Booker pentru a doua oară, pentru un alt roman (primul publicat de autor după abolirea apartheidului și preluarea puterii de către fostul militant Nelson Mandela), intitulat Disgrace (Dizgrație). Ca profesor de literatură, Coetzee a publicat multe traduceri și articole de critică literară în reviste ca New York Review of Books și în jurnale academice cum sunt Comparative Literature, Journal of Literary Semantics, Journal of Modern Literature.

## Citate despre Coetzee
- “...proze în care, în multiple travestiuri, se relevă complicitatea deconcertantă a alienării în lumea contemporană”.
- “Prin explorarea slăbiciunii și a înfrîngerii, Coetzee surprinde scânteia divină din om”.
- “Coetzee nu aplică aceeași rețetă în două cărți, fapt care contribuie la marea varietate a operei sale”.

## Ecranizări
- 2008 Dezonoare (Disgrace), regia Steve Jacobs